# Karbovaneț ucrainean

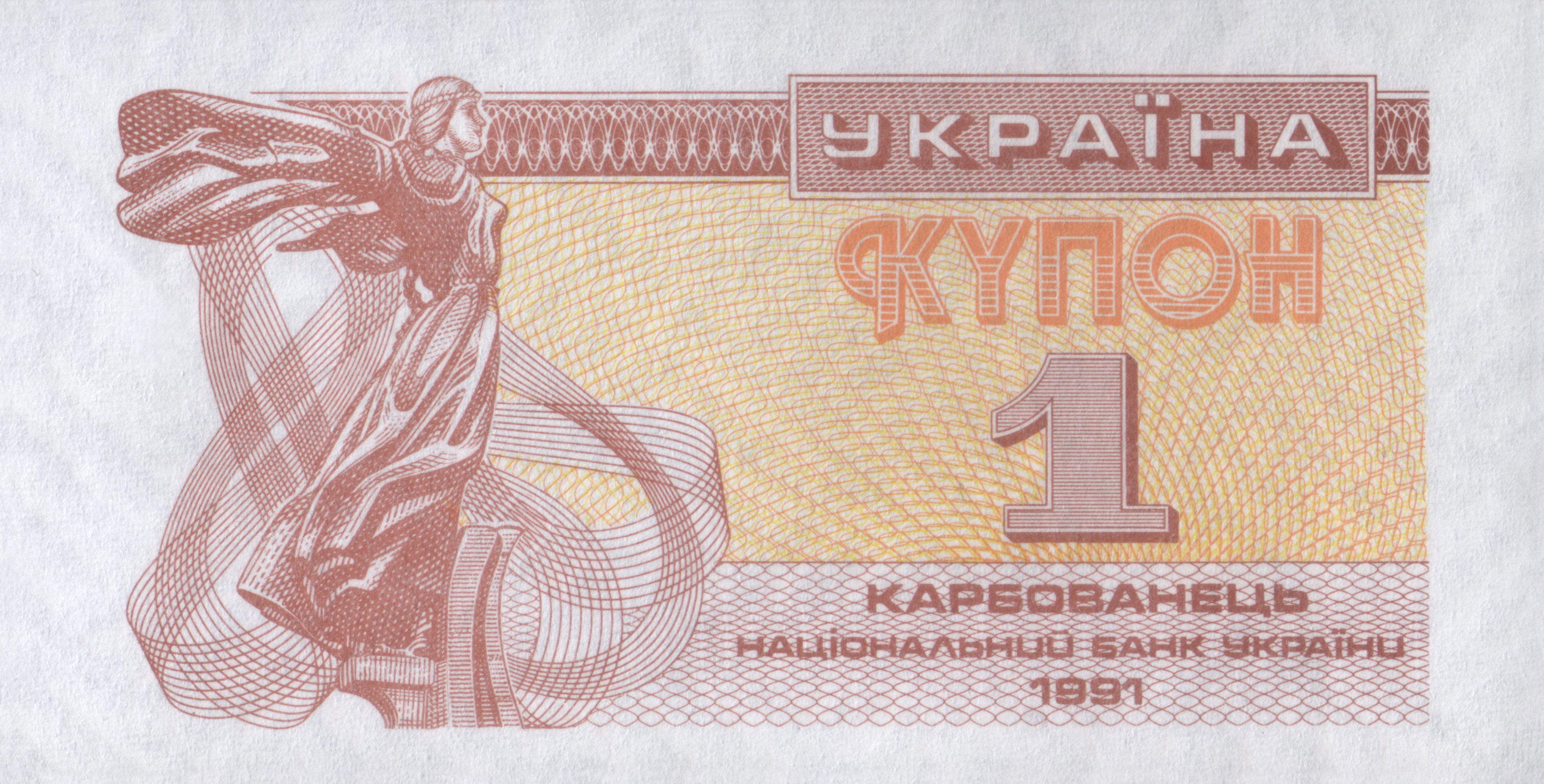
1 karbovaneţ ucrainean

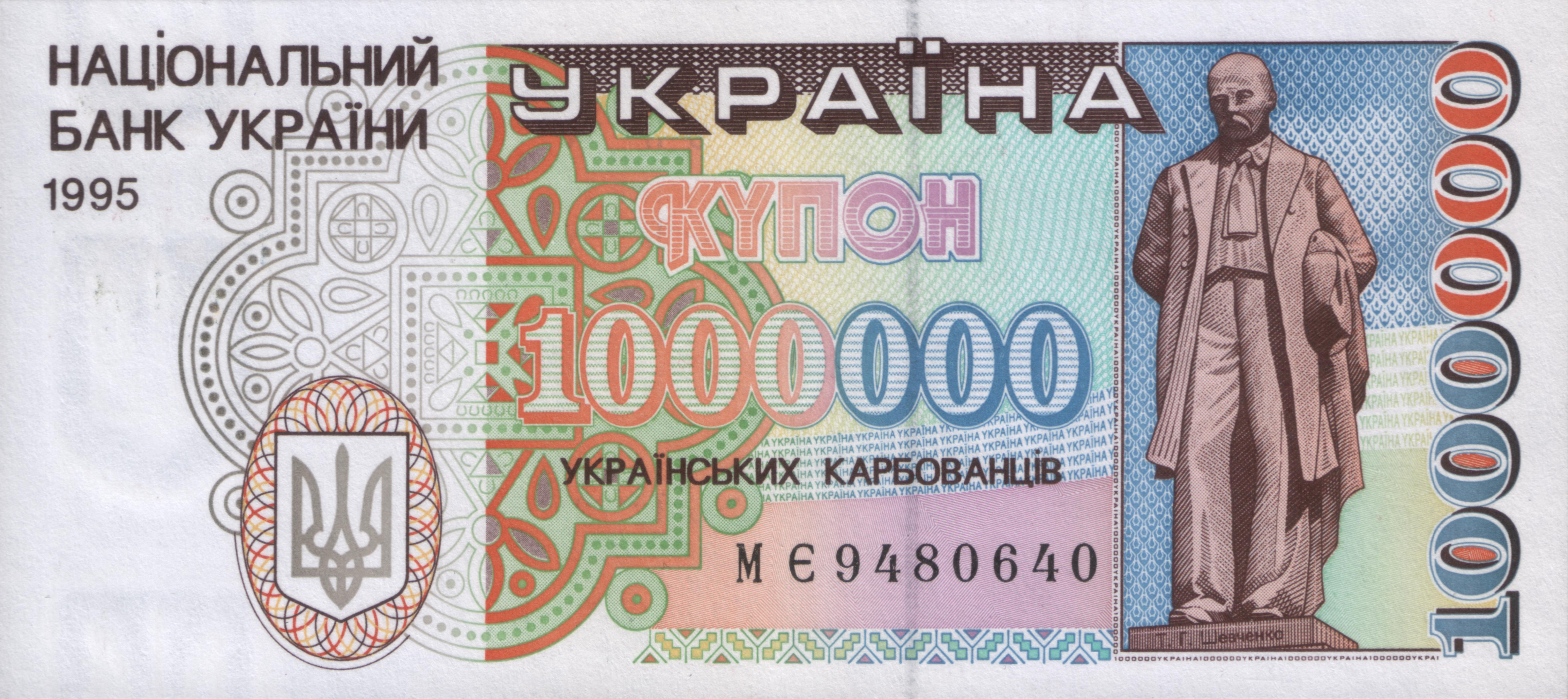
1.000.000 de karbovaneţi ucraineni

Karbovaneț ucrainean (în ucraineană Карбованець) a fost unitatea monetară tranzitorie a Ucrainei, după obținerea independenței, în 1991, pentru a înlocui rubla sovietică. Codul ISO 4217 era UAK. 
Bancnotele erau: 1, 3, 5, 10, 25, 50, 100, 200, 500, 1000, 2000, 5000, 10 000, 20 000, 50 000, 100 000, 200 000, 500 000, 1 000 000 de karbovaneți. 
Karbovanețul a fost înlocuit de grivnă, în anul 1996, cu rata de schimb: 1 grivnă = 100.000 de karbovaneți.

## Istorie

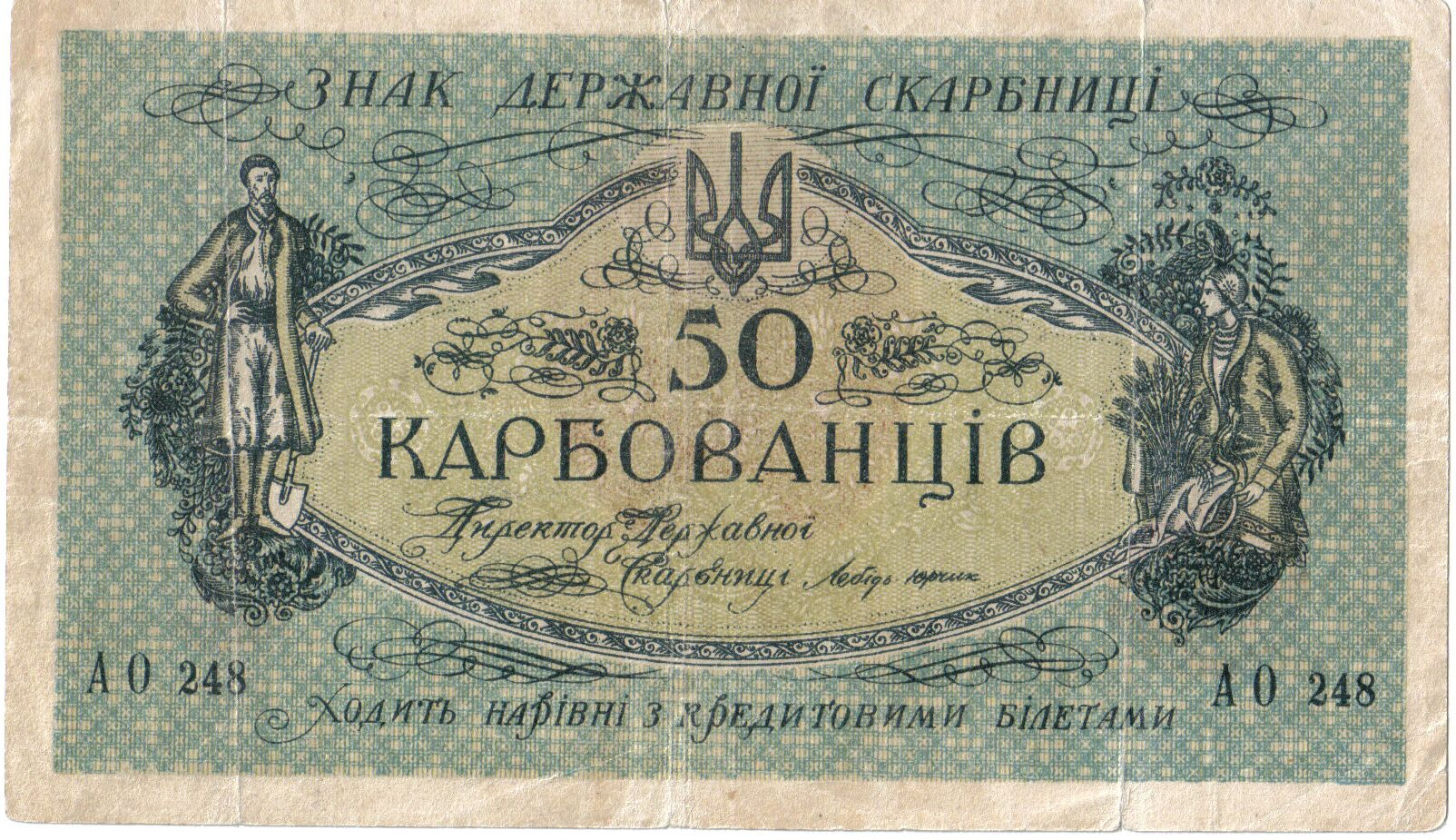
Bancnotă de 5o de karbovaneţi, emisă sub Republica Națională Ucraineană, în 1918

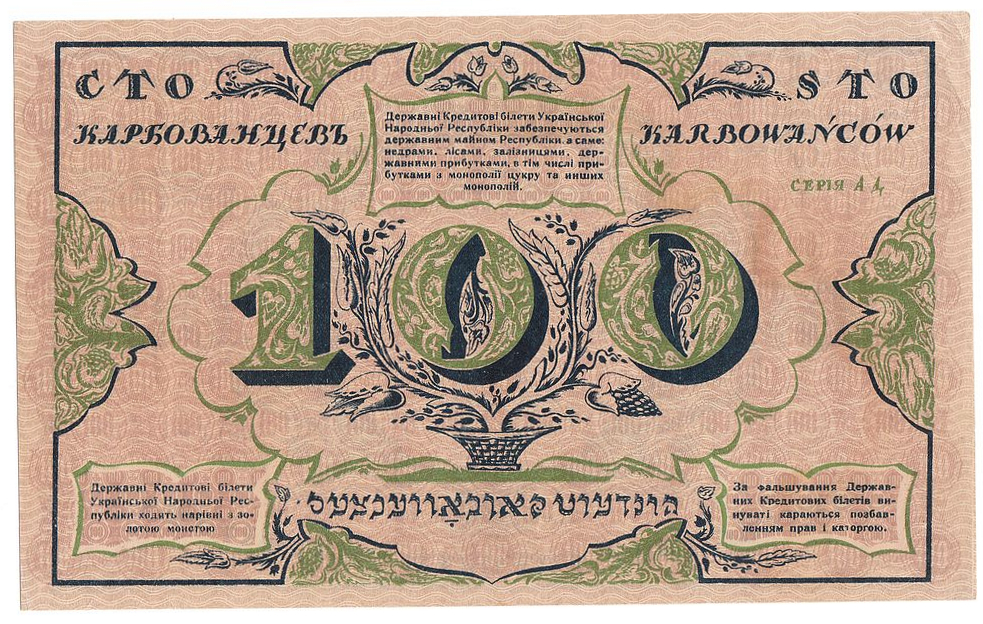
Bancnotă cu valoarea nominală de 100 karbovaneți emisă de Republica Națională Ucraineană / Republica Populară Ucraineană, în ucraineană, poloneză și în yiddish, în 1917.

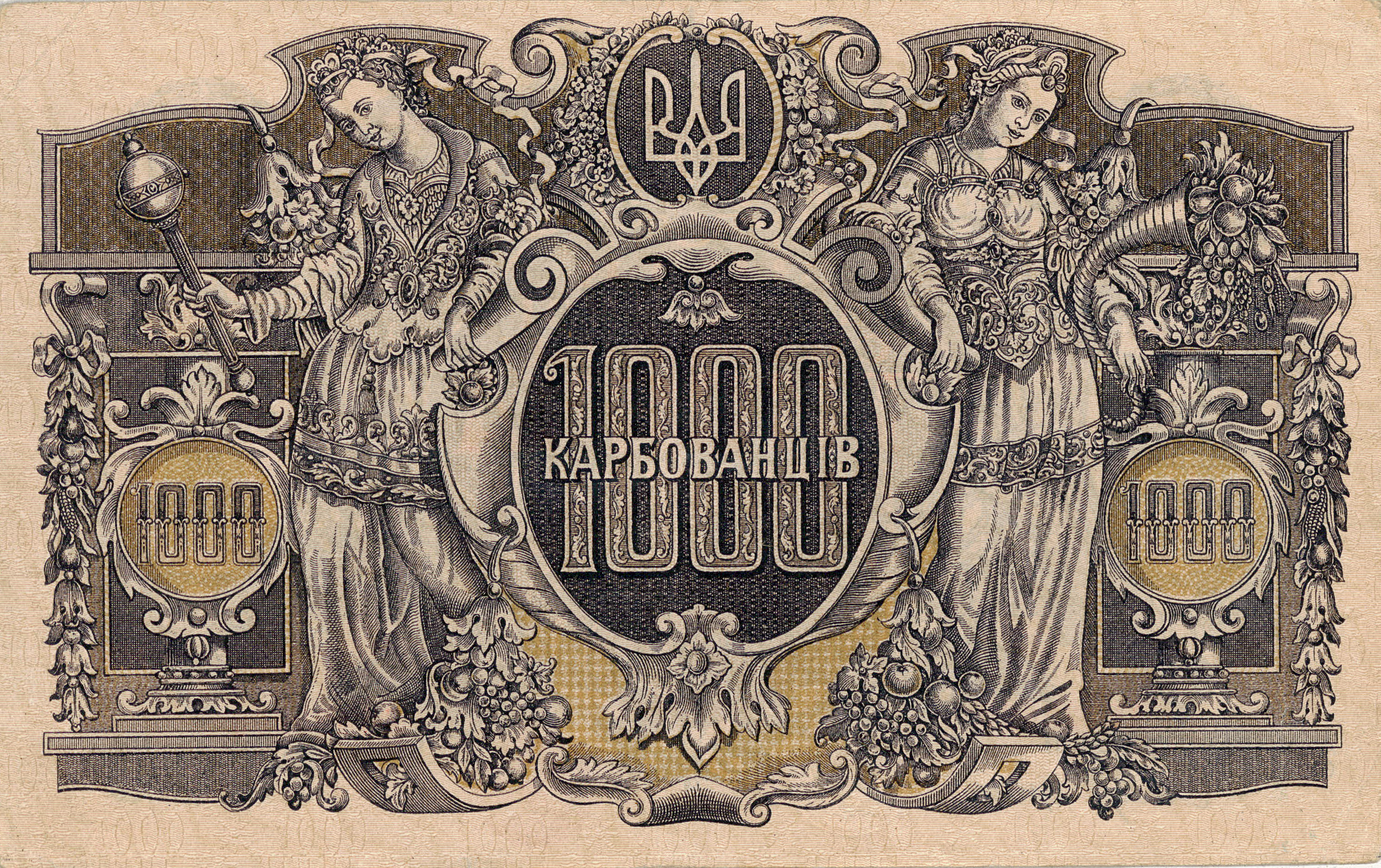
Bancnotă ucraineană, de 1.000 de karbovaneți (în), emisă în 1919

- Karbovaneț s-a numit și moneda folosită de Republica Națională Ucraineană, între 1917 - 1920.
- Al doilea karbovaneț (în germană Karbowanez) (1942 - 1945): în timpul ocupației germane, a fost emisă de guvernul nazist local (în germană Reichskommissariat Ukraine), pentru a înlocui rublele sovietice, la paritatea de 1:1. Karbóvanețul avea paritatea față de reichsmark la o rată de schimb 10 UAK = 1 RM.

## Etimologie
Există niște denumiri românești adoptate mai demult: carboavă, cărboavă și carboanță.
„l-au slobozit din oaste cu arme cu tot, [...] dîndu-i și două cărboave de cheltuială.”
„Are numai două cărboave la sufletul său; [...]”
„o jumătate de carboanță. ”
Aceste denumiri din limba română sunt împrumuturi mult mai vechi decât monedele ucrainene care fac subiectul articolului de față și se referă la unele monede care circulau în trecut în Imperiul Rus.
Cuvântul românesc carboavă / cărboavă este un împrumut din rusă: карбовец. Termenul românesc carboanță este și el un împrumut din rusă: Карбовaнец.

## Galerie de imagini

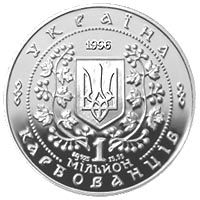
Monedă de argint, calitate proof,cu valoarea nominală de 1 milion de karbovaneți, emisă de Ucraina, în 1996 (avers). Tiraj: 10.000 de exemplare
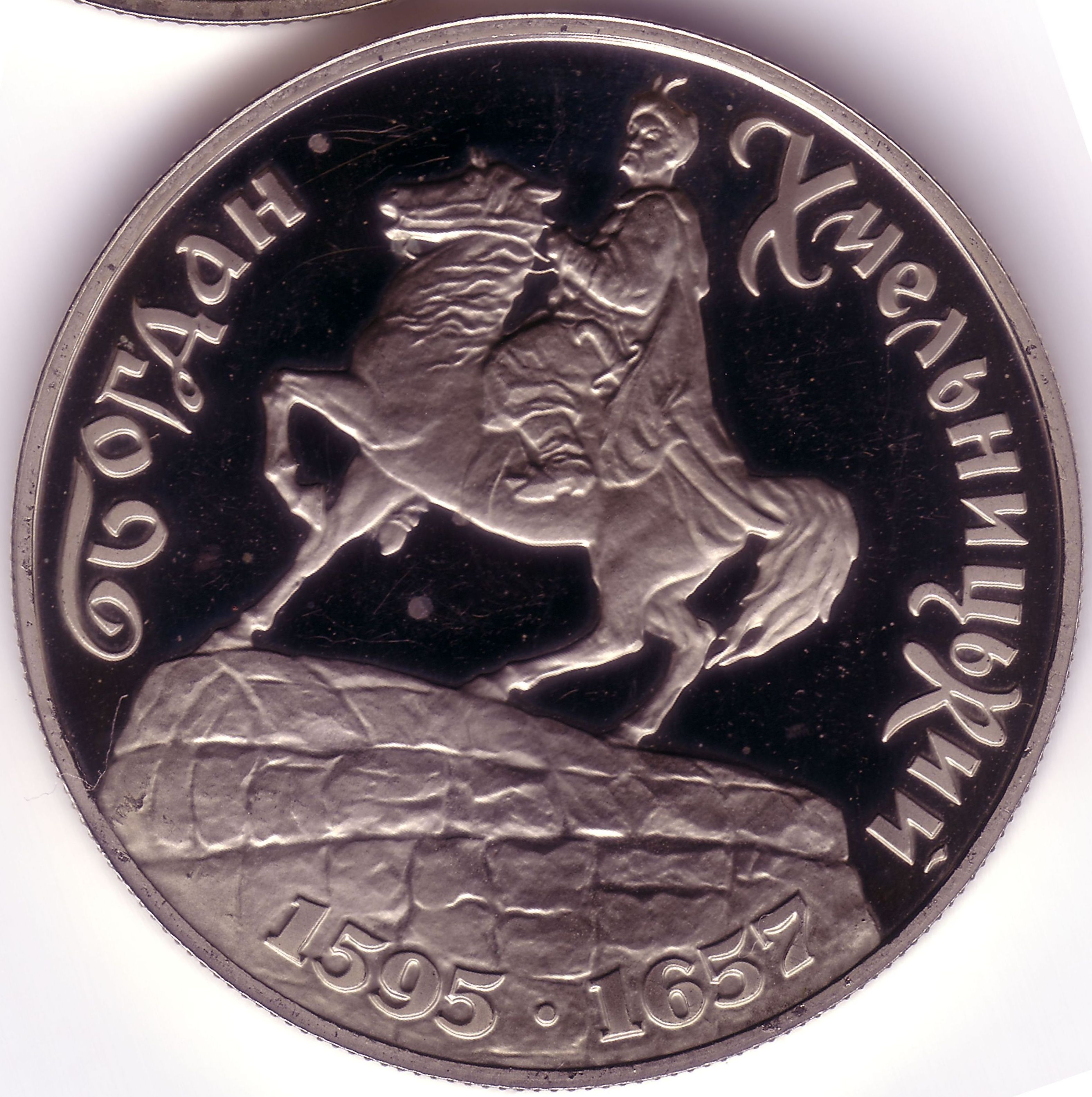
Monedă de argint, calitate proof, cu valoarea nominală de 1 milion de karbovaneți, emisă de Ucraina, în 1996 (revers). Bogdan Hmelnițki călare; circular: БОГДАН ХМЛЬНИЦЬҜИЙ[8] 1595 • 1657
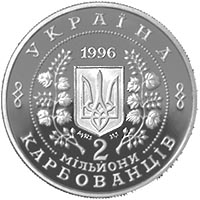
Monedă de argint, calitate proof, cu valoarea nominală de 2 milioane de karbovaneți, emisă de Ucraina, în 1996 (avers). Tiraj: 10.000 de exemplare
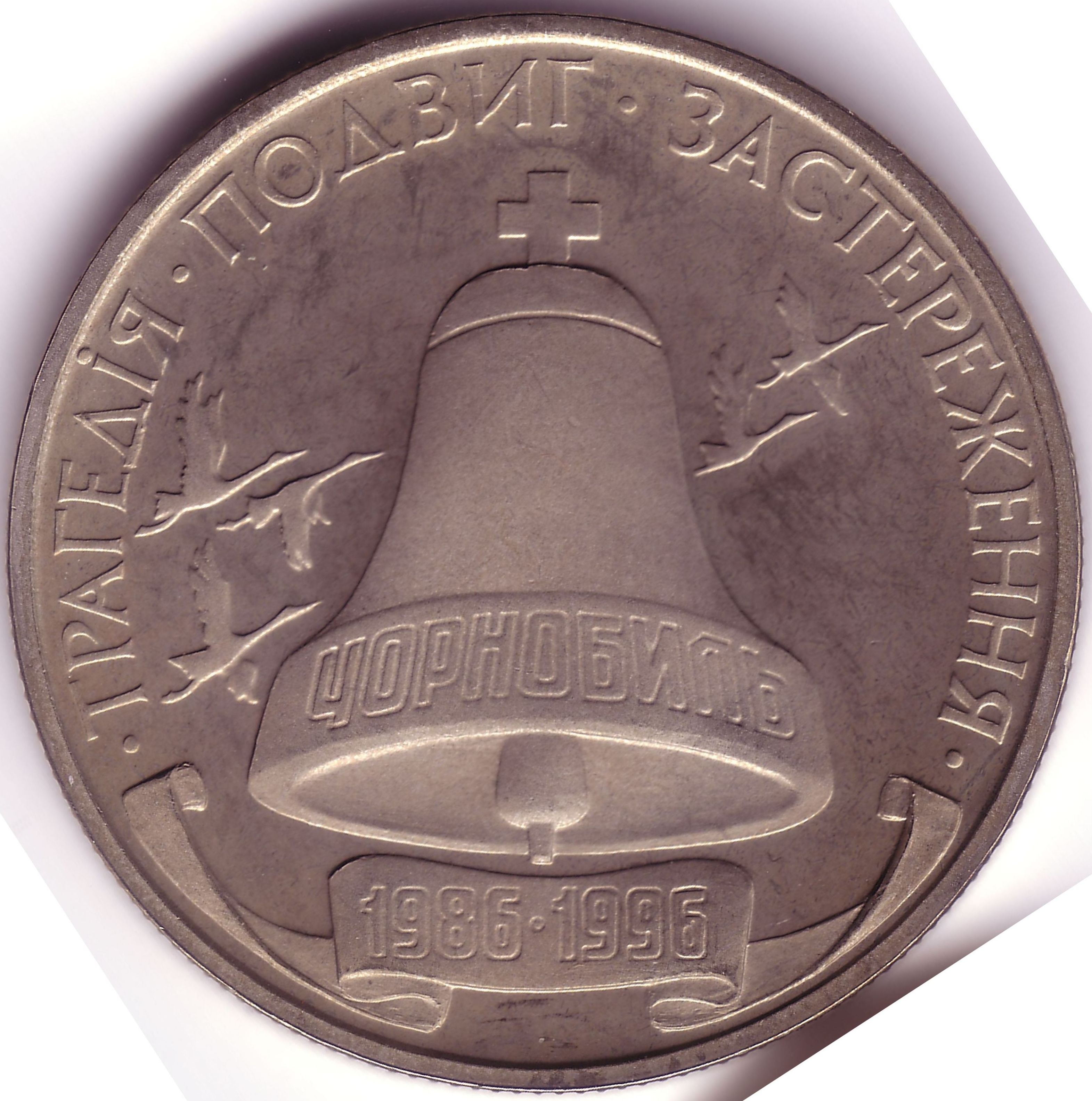
Monedă de argint, calitate proof, cu valoarea nominală de 2 milioane de karbovaneți, emisă de Ucraina, în 1996 (revers).